# Parlament von Südafrika

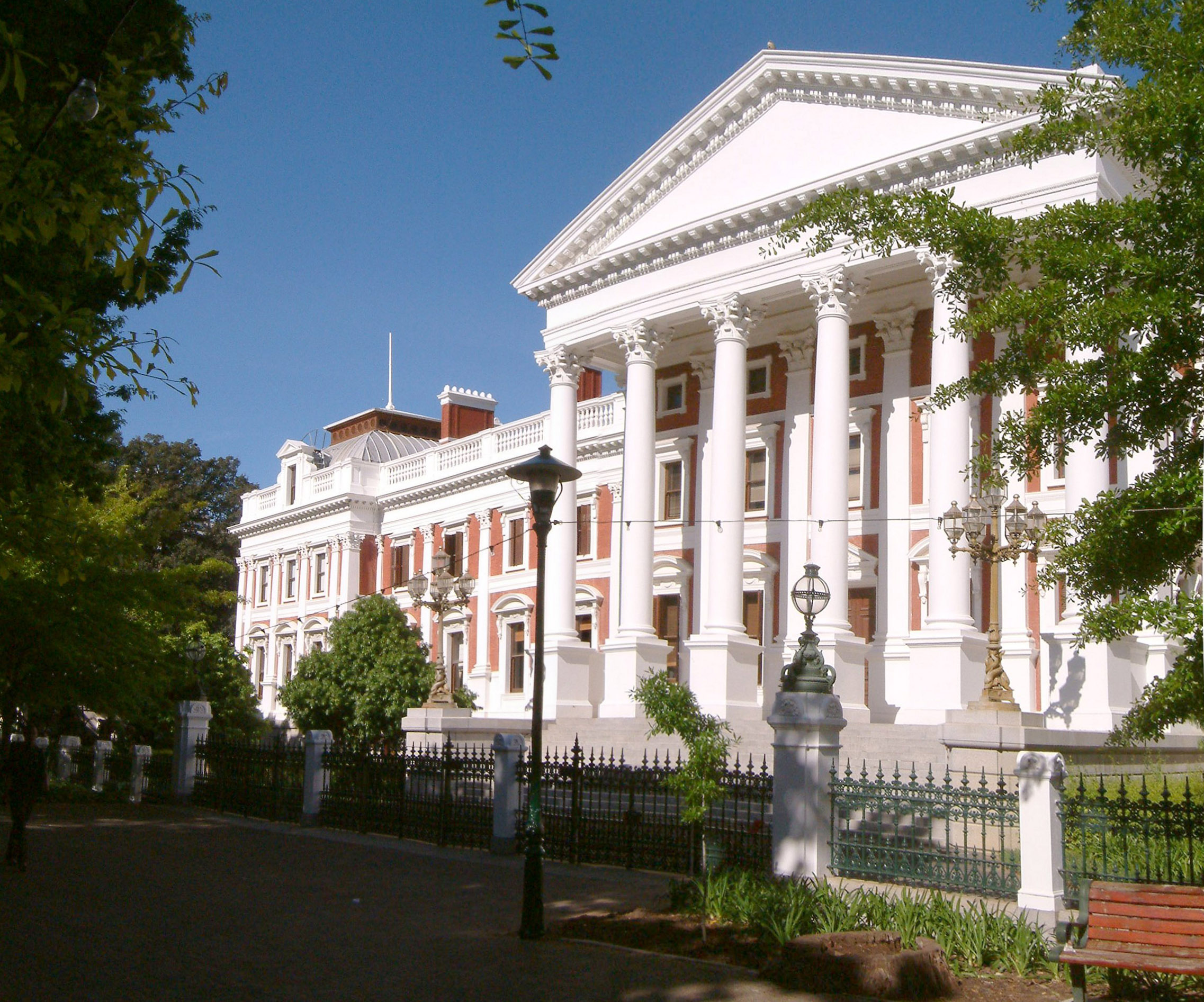
Parlamentssitz in Kapstadt

Das Parlament von Südafrika (englisch: Parliament of South Africa) bildet die Legislative von Südafrika und setzt sich aus zwei Kammern zusammen, der Nationalversammlung (englisch: National Assembly) und dem Nationalrat der Provinzen (englisch: National Council of Provinces). Der Sitz beider Einrichtungen befindet sich in den Houses of Parliament in Kapstadt, welche im Drei-Hauptstädte-System Südafrikas die legislative Hauptstadt bildet. Das heutige Parlament geht bis auf die 1853 geschaffene Volksvertretung der Kapkolonie zurück. Nach der Gründung der Südafrikanischen Union (1910) war das Parlament fast ausschließlich eine Volksvertretung für die weiße Bevölkerungsminderheit. Erst mit dem Ende des Apartheid-Systems wurden 1994 die ersten freien und gleichen Wahlen durchgeführt.

## Geschichte

### Kapkolonie
Das heutige Parlament geht auf das Parliament of the Cape of Good Hope zurück, welches bereits 1853 eingerichtet wurde und wie das heutige südafrikanische Parlament aus zwei Kammern bestand. Anfangs im Tuynhuys beheimatet wurde zwischen 1875 und 1884 die Houses of Parliament errichtet. Das Parlament der Kapkolonie wurde nach dem multiethnischen Cape Qualified Franchise System gewählt, bei dem die Wahlrechtsvoraussetzungen für alle Männer unabhängig von ihrer Ethnie gleichermaßen galten, jedoch an ökonomische Grundbedingungen gebunden waren.

### Südafrikanische Union
Die Gebäude des Kapkolonie-Parlaments beherbergten nach der Vereinigung der vier britischen Kolonien Kapkolonie, Natal, der Oranjefluss-Kolonie und Transvaal-Kolonie das südafrikanische Parlament. Auch nach Gründung der Südafrikanischen Union 1910 bestand das Parlament aus zwei Kammern, dem Senat und dem House of Assembly (Afrikaans: Volksraad). Ab 1930 wurde auch weißen Frauen das Wahlrecht gewährt und 1961 wurde Südafrika nach einem Referendum zu einer Republik. Bis auf einige symbolische Ausnahmen abgesehen setzte sich das Parlament ausschließlich aus Angehörigen der weißen Minderheit zusammen und wurde von dieser gewählt. Mit dem Promotion of Bantu Self-Government Act (1959) wurde jegliche Repräsentation der schwarzen Bevölkerungsgruppe im Parlament beendet.
Mit der Südafrikanische Verfassung von 1983 kam es zu einer Reform und damit wurde 1984 ein Dreikammersystem eingeführt, die den Coloured- und indischstämmigen Bevölkerungsgruppen des Landes eine begrenzte politische Stimme gab. Die Inder waren nun in dem House of Delegates und die Coloured im House of Representatives vertreten, während die wichtigste Kammer, das House of Assembly, den Weißen vorbehalten blieb. Die schwarze Bevölkerungsmehrheit blieb von der politischen Mitbestimmung im Parlament vollständig ausgeschlossen. In den Homelands existierten mehr oder weniger „eigenständige“ Regierungen. Dem neuen System fehlte es jedoch an Legitimität, selbst unter den Coloured und Indern, von denen viele die Wahlen 1984 boykottierten.

### Nach dem Ende der Apartheid
Eine neue Interimsverfassung, die nach wiederholt unterbrochenen Verhandlungen seit 1991 im Jahre 1993 auf Initiative der Übergangsregierung in Kraft trat, führte schließlich die Demokratie für alle Ethnien ein und verlieh Männern und Frauen aller Bevölkerungsgruppen das gleiche Wahlrecht, wobei das Mindestwahlalter bei 18 Jahren lag. Das Parlament wurde mit der Übergangsverfassung neu konstituiert und bestand aus einem Senat und einer Nationalversammlung. Nach dem Ende der Apartheid wurde das Parlament vom African National Congress (ANC) dominiert. 1997 trat die aktuelle Verfassung Südafrikas in Kraft, in der der Senat durch den Nationalrat der Provinzen ersetzt wurde.

## Struktur

### Nationalversammlung

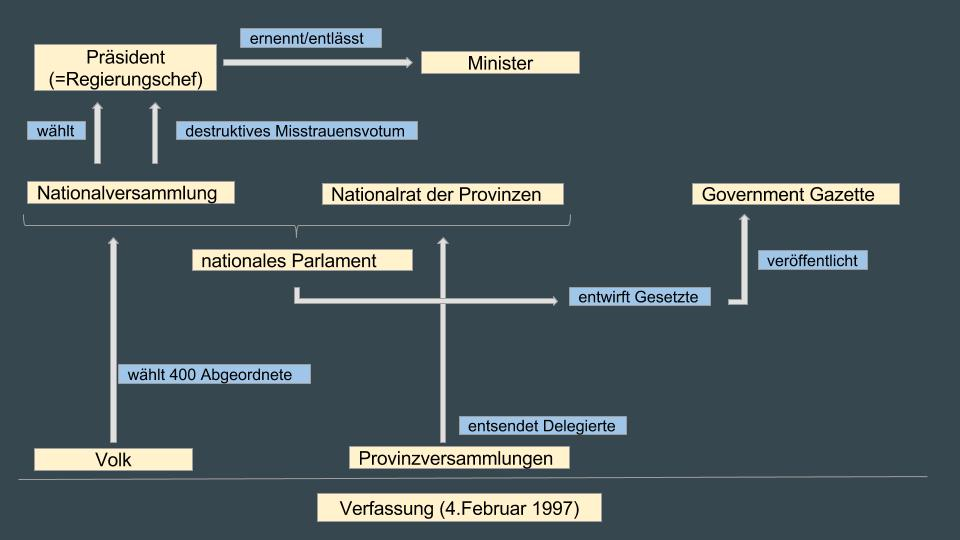
Politisches System von Südafrika nach der Verfassung von 1997

Die Nationalversammlung bildet das Unterhaus des südafrikanischen Parlaments. Er besteht aus 400 Mitgliedern, die alle fünf Jahre nach einem Verhältniswahlsystem mit Parteilisten gewählt werden, wobei die Hälfte der Mitglieder proportional aus neun Provinzlisten und die andere Hälfte aus nationalen Listen gewählt wird. Die meiste Gesetzgebungskompetenz liegt bei der Nationalversammlung. Der Nationalversammlung steht ein Sprecher (Speaker) vor.

### Nationalrat der Provinzen
Der Nationalrat der Provinzen bildet das Oberhaus des südafrikanischen Parlaments und vertritt die Provinzen Südafrikas. Der Nationalrat konstituiert sich aus 90 Delegierten, unabhängig von der Bevölkerungsgröße, zehn für jede der neun Provinzen, welche von den Provinzversammlungen entsendet werden. Darunter sind sechs ständige Mitglieder und vier Sonderdelegierte, zu denen auch die Premierminister der Provinzen oder ihre Vertreter gehören.